# Schloss Dahlwitz
Das Schloss Dahlwitz oder Schloss Dahlwitz-Hoppegarten ist ein spätklassizistisches Schloss im Ortsteil Dahlwitz-Hoppegarten der Gemeinde Hoppegarten im Landkreis Märkisch-Oderland in Brandenburg.

## Geschichte
Nachdem die Adelsfamilie von Treskow Eigentümer des Dahlwitzer Rittergutes geworden war, ließ sie ein früheres Herrenhaus der Adelsfamilie von Marschal auf der Fläche abreißen und beauftragte den Berliner Architekten Friedrich Hitzig mit Planungen und dem Bau für ein neues repräsentatives Gebäude. Als Bauherren fungierten Carl Heinrich von Treskow (1823–1886) mit seiner Ehefrau Marianne von Knoblauch-Pessin II.
So entstand 1855 bis 1856 ein Gutshaus, meist auch als Schloss bezeichnet, im spätklassizistischen Stil. Zur Bauzeit befand sich hier schon seit 1821 ein Landschaftsgarten, den Peter Joseph Lenné geplant und ausgeführt hatte. Der Turm des Herrensitzes wurde in der zweiten Hälfte des 19. Jahrhunderts aufgestockt. Außerdem wurde das Schloss um einen Anbau mit einem als Atelier genutzten Saal und Küche an der nördlichen Seite erweitert. Zum Haus Dahlwitz gehörte ein klassisches landtagsfähiges Rittergut in einer Gesamtgröße von 1524 ha, davon waren zu jener Zeit 758 ha Waldbestand. Bauherr Carl (Karl) Heinrich von Treskow war Gründer der Galopprennbahn Hoppegarten.
Kurz vor der großen Wirtschaftskrise 1929/1930 gehörten den Erben von Treskow noch 805 ha Land. Als Verwalter war der Administrator A. Peyer eingesetzt. Administratoren waren damals häufig von den Ritterschaftsbanken als zentrale Kreditunternehmen der Landwirtschaft eingesetzt. Es ist also davon auszugehen, dass die briefadelige Familie von Treskow, 1797 nobilitiert, Dahlwitz damals nur noch mit Auflagen halten konnte.
Zwei Jahre nach dem Ende des Zweiten Weltkriegs erfolgte eine Enteignung der Gutsbesitzerfamilie und das Schloss wurde zu einem Kindergarten umgebaut. Die Fassade verlor dabei fast alle ihre Schmuckelemente, die Innentüren wurden durch einfache ersetzt und die restlichen Ausstattungen entfernt. Der Turm bekam an den Öffnungen im Aussichtsgeschoss Fenster.
Auch nach der Wende diente das ehemalige Gutshaus als Kindergarten und Schulhort für die benachbarte Schule, noch bis zum Jahr 1997. Nachdem eine geplante Privatisierung der Immobilie gescheitert war, übernahm 2004 die Brandenburgische Schlösser GmbH das Gebäude und sanierte es schrittweise mit großem finanziellen Aufwand. Im Jahr 2007 erhielt das Schloss seine ursprüngliche rote Färbung und seinen Außenstuck zurück. Ein eigens gegründeter Förderverein hatte sich um die Finanzierungsmaßnahmen gekümmert. Nach einem Bieterverfahren im Jahr 2019 gelangte das Schloss in den Besitz eines privaten Eigentümers, der Wohnungen und einen Raum für kleinere Veranstaltungen errichten ließ. Jährlich im Sommer wird hier das Dahlwitzer Schlossfest veranstaltet.